# Tramadol

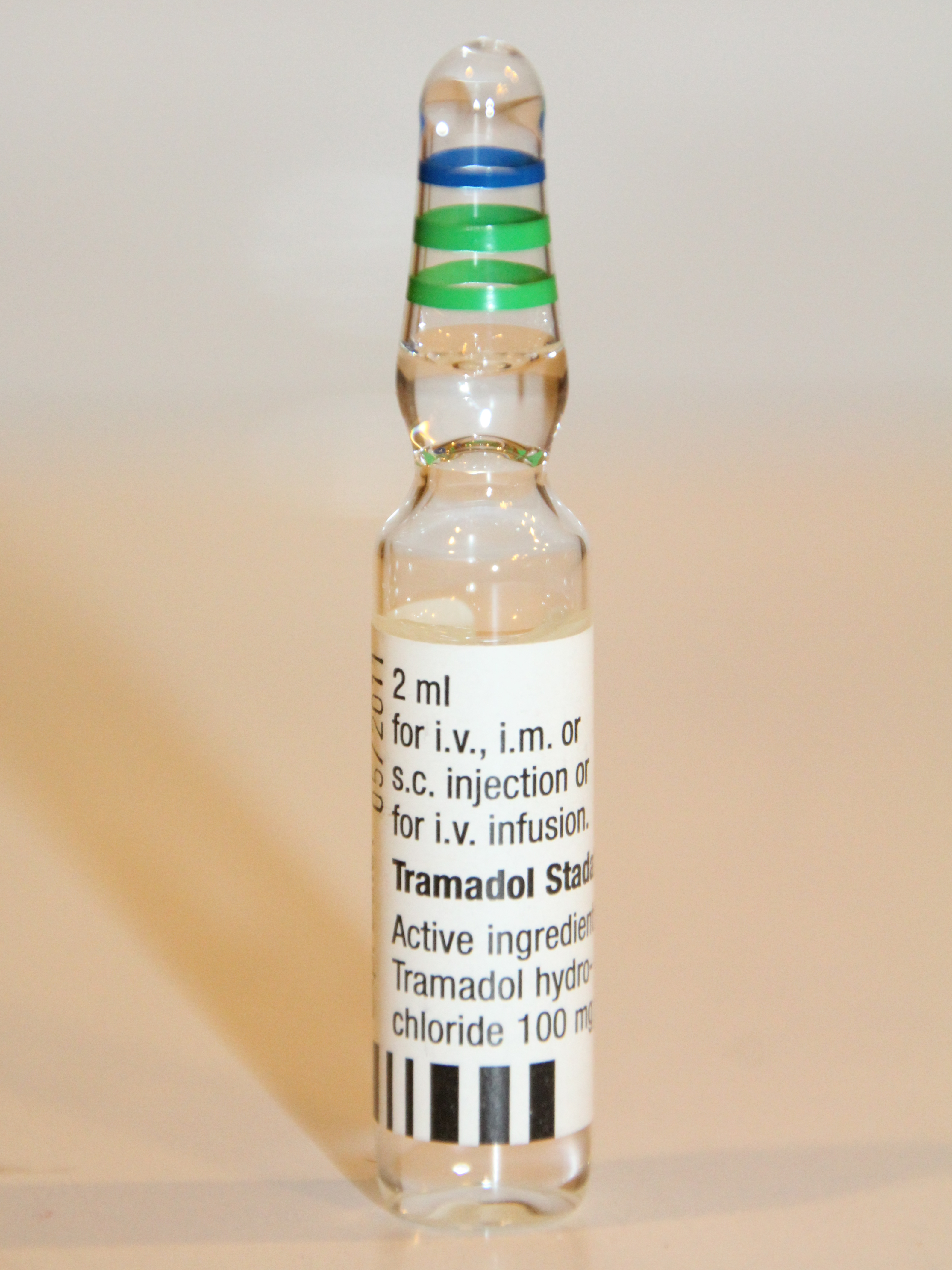
Tramadol HCl

Tramadol, được bán dưới tên thương hiệu Ultram và các tên khác, là một loại thuốc giảm đau opioid được sử dụng để điều trị cơn đau vừa đến nặng vừa. Khi dùng qua đường uống trong một công thức giải phóng ngay lập tức, giảm đau thường bắt đầu trong vòng một giờ. Nó cũng có thể đưa vào cơ thể bằng cách tiêm. Nó có thể được bán kết hợp với paracetamol (acetaminophen) hoặc dưới dạng công thức với công hiệu dài hơn.
Các tác dụng phụ thường gặp bao gồm táo bón, ngứa và buồn nôn. Các tác dụng phụ nghiêm trọng có thể bao gồm co giật, tăng nguy cơ hội chứng serotonin, giảm sự tỉnh táo và nghiện ma túy. Một sự thay đổi về liều có thể được khuyến nghị ở những người có vấn đề về thận hoặc gan. Nó không được khuyến cáo ở những người có nguy cơ tự tử hoặc ở những người đang mang thai. Mặc dù không được khuyến cáo ở những phụ nữ đang cho con bú, nhưng những người dùng một liều thường không nên ngừng cho con bú.
Tramadol hoạt động bằng cách liên kết với thụ thể μ-opioid của tế bào thần kinh và cũng là một chất ức chế tái hấp thu norepinephrine serotonin. Nó được chuyển đổi ở gan thành O-desmethyltramadol, một opioid có liên kết mạnh hơn với thụ thể μ-opioid.
Tramadol được ra mắt dưới tên gọi "Tramal" vào năm 1977 bởi công ty dược phẩm Tây Đức Grünenthal GmbH. Vào giữa những năm 1990, nó đã được chấp thuận ở Anh và Hoa Kỳ. Nó có sẵn như là một loại thuốc gốc và được bán trên thị trường dưới nhiều tên thương hiệu trên toàn thế giới. Tại Hoa Kỳ, chi phí bán buôn thấp hơn 0,05 đô la Mỹ mỗi liều vào năm 2018. Năm 2016, đây là loại thuốc được kê đơn nhiều thứ 39 tại Hoa Kỳ với hơn 19 triệu đơn thuốc.